# Philoros laura
Philoros laura är en fjärilsart som beskrevs av George Francis Hampson 1898. Philoros laura ingår i släktet Philoros och familjen björnspinnare. Inga underarter finns listade i Catalogue of Life.